# Zainab Tari
Zainab Tari, född okänt år, död efter 1102, var regerande drottning av Sindh mellan 1092 och 1102. Hon var den enda kvinnliga monarken i Sindhs historia. Hon efterträdde sin far Dodo-I på hans önskan efter hans abdikation 1092, och abdikerade själv till förmån för sin bror Sanghar när han 1102 uppnådde myndig ålder. Hennes regeringstid har beskrivits som en tid av lugn och blomstrande handel. 